# 홍유릉관리소
홍유릉관리소(洪裕陵管理所)는 사적 207호로 지정된 대한제국 황제의 묘인 홍릉과 유릉을 보호·관리하기 위해 설립된 대한민국 문화재청 소속기관으로 홍유릉관리소장(6급)은 행정주사ㆍ임업주사 또는 시설주사로 보한다. 경기도 남양주시 홍유릉로 352-1에 위치하고 있다. 세계유산의 효율적인 관리를 위해 2012년 9월 12일 조선왕릉관리소 소속 지구관리소로 통합되면서 폐지되었다.

## 주요 업무
- 능·원·묘 구역안의 문화재 및 시설물과 수목관리
- 관람에 관한 사항
- 수목. 산림의 보호 관리
- 기타 관리소 운영에 필요한 사항 등의 업무

## 같이 보기
- 홍유릉